# 罗伊·威廉斯 (篮球运动员)
罗伊·爱德华·威廉斯（英語：Roy Edward Williams，1927年7月8日—2020年9月14日），加拿大男子篮球运动员。他曾代表加拿大获得1952年夏季奥运会男子篮球比赛第十三名。他于2020年在西温哥华去世。